# Zgornji Boč
Zgornji Boč este o localitate din comuna Selnica ob Dravi, Slovenia, cu o populație de 239 de locuitori.